# Horst Hornung (Gewerkschafter)
Horst Hornung (* 8. Juli 1926 in Dortmund; † 17. September 1982) war ein deutscher Gewerkschafter (FDGB) und Politiker. Er war Abgeordneter der Volkskammer der DDR.

## Leben
Hornung, Sohn einer Arbeiterfamilie, besuchte die Volksschule. Zwischen 1940 und 1943 absolvierte er eine Lehre zum Blechschlosser und arbeitete anschließend im Beruf.
Von 1945 bis 1947 wurde er zum Dachdecker umgeschult und war bis 1949 als Dachdecker tätig. Von 1949 bis 1959 arbeitete er als Karosserieklempner im Automobilwerk Eisenach. 1955 trat er dem FDGB, 1960 der SED bei. Von 1959 bis 1976 war er Schichtleiter und Meister im VEB Röhrenwerk bzw. VEB Mikroelektronik „Wilhelm Pieck“ Mühlhausen. Hornung war von 1961 bis 1967 Mitglied der Betriebsgewerkschaftsleitung (BGL) und von 1967 bis 1971 Vorsitzender einer Abteilungsgewerkschaftsleitung. Ab 1971 erneut Mitglied der BGL, wirkte er von 1976 zunächst als stellvertretender, dann als Vorsitzender der BGL im VEB Mikroelektronik „Wilhelm Pieck“ Mühlhausen. 
Seit 1970 gehörte Hornung als Mitglied dem Kreisvorstand Mühlhausen der IG Metall im FDGB an. 1971/72 besuchte er die Kreisschule für Marxismus-Leninismus. Seit 1976 war er Mitglied des Sekretariats des Kreisvorstandes Mühlhausen der IG Metall. Hornung qualifizierte sich zum Meister für Maschinenbau.
1971 wurde er für den Bezirk Erfurt, Wahlkreis 36 in die Volkskammer gewählt. 1976 und 1981 wurde er jeweils wiedergewählt und blieb bis zu seinem Tod 1982 Mitglied der Volkskammer. Als Abgeordneter der FDGB-Fraktion war er dort von 1974 bis 1976 Mitglied des Ausschusses für Arbeit und Sozialpolitik sowie ab 1976 Mitglied des Ausschusses für Volksbildung.
Hornung starb im Alter von 56 Jahren.

## Auszeichnungen
- Aktivist der sozialistischen Arbeit (siebenmal)
- Kollektiv der sozialistischen Arbeit (fünfmal)
- Fritz-Heckert-Medaille